# ستيفن جيمس بارتليت
ستيفن جيمس بارتليت (بالإنجليزية: Steven James Bartlett)‏ هو عالم نفس وفيلسوف أمريكي، ولد في 1945 في مدينة مكسيكو في المكسيك.

## وصلات خارجية
- الموقع الرسمي